# 1891 ve filmu

## Filmy
- Dickson Greeting
- Men Boxing
- Newark Athlete

## Narození
- 9. února – Ronald Colman, britský herec († 19. května 1958)
- 10. března – Sam Jaffe, americký herec († 24. března 1984)
- 9. dubna – Vlasta Burian, český herec († 31. ledna 1962)
- 15. dubna – Wallace Reid, americký herec († 18. ledna 1923)
- 23. dubna – Sergej Prokofjev, ruský hudební skladatel, autor filmové hudby († 5. března 1953)
- 6. září – Saša Rašilov starší, český herec († 3. května 1955)
- 7. září – Ferenc Futurista, český herec († 19. června 1947)